# Moorabie
Moorabie (укр. Мурабі) — метеорит-хондрит (підтип L-хондритів) масою 14,04 кг, знайдений в 1965 році в штаті Новий Південний Уельс, Австралія.

## Місце знахідки
Метеорит був знайдений приблизно у 75 км на південний захід від містечка Мілпарінка Л. Расселом. Точна дата знахідки невідома.

## Історія досліджень
Фактична історія досліджень метеорита почалася через майже 30 років після його знахідки. 
У 1992 році в ньому була виявлена висока концентрація мінералу троїліту, а також виявлено свідчення дуже повільного охолодження після різкого нагрівання, що може бути наслідком зіткнення двох астероїдів, шматочком одного з яких став Мурабі. Окрім троїліту, були виявлені хондри, вкраплення інших мінералів, металів та сульфідів.
Дослідження, проведене наступного року, виявило нетиповий для хондритів вміст різних мінералів, що міг бути спричинений або стисканням[уточнити термін] на етапі формування астероїда, або наявністю реголіту на поверхні астероїда, який із часом проникнув в його внутрішню структуру.
Надалі було встановлено, що температура формування внутрішньої структури, яку спостерігали в Мурабі, для цього типу метеоритів складає 690—770 °C. Була висловлена гіпотеза, що астероїди, з яких утворюються так звані H-хондрити та конкретно цей метеорит, який належить до L-хондритів, повинні бути дуже схожими.
Пізніше в складі Мурабі був знайдені графіт, алюміній, сплав заліза та нікелю, силікати. Також була досліджена тривимірна внутрішня структура хондр за допомогою рентгенівських променів.
У 2009—2010 роках у метеориті були знайдені мікроскопічні бульбашки благородних газів — аргону, криптону та ксенону, які були «запечатані» всередині метеориту впродовж мільярдів років.